# Myrmecophilus kubotai
Myrmecophilus kubotai är en insektsart som beskrevs av Maruyama 2004. Myrmecophilus kubotai ingår i släktet Myrmecophilus och familjen Myrmecophilidae. Inga underarter finns listade i Catalogue of Life.